# Luohu
Luohu léase Luó-Ju (en chino: 罗湖区, pinyin: Luōhú qū) es un distrito urbano bajo la administración directa de la ciudad-subprovincia de Shenzhen. Se ubica en las orillas del río shénzhen en la Provincia de Cantón, República Popular China. Su área es de 79 km² y su población es de 923 423 (99% han).
El código postal es el 518001 y el de área 0755.

## Administración
El distrito de Luohu se divide en 10 subdistritos.
- Huangbei (黄贝)
- Nanhu (南湖)
- Guiyuan (桂园)
- Dongmen (东门)
- Sungang (笋岗)
- Qingshuihe (清水河)
- Cuizhu (翠竹)
- Dongxiao (东晓)
- Donghu (东湖)
- Liantang (莲塘)

## Historia
El distrito de Luohú fue creado en octubre de 1979. Es el primer distrito en la ciudad de Shénzhen. Varias colinas se aplanarón para facilitar su infraestructura durante las fases iniciales de su construcción. En noviembre de 1997 una parte de terreno se separó y se convirtió en el distrito de Yantian.

## Clima
Debido a su posición geográfica,los patrones climáticos en la siguiente tabla son los mismos de Shénzhen.
| Parámetros climáticos promedio de Luohu(1971–2000) | Parámetros climáticos promedio de Luohu(1971–2000) | Parámetros climáticos promedio de Luohu(1971–2000) | Parámetros climáticos promedio de Luohu(1971–2000) | Parámetros climáticos promedio de Luohu(1971–2000) | Parámetros climáticos promedio de Luohu(1971–2000) | Parámetros climáticos promedio de Luohu(1971–2000) | Parámetros climáticos promedio de Luohu(1971–2000) | Parámetros climáticos promedio de Luohu(1971–2000) | Parámetros climáticos promedio de Luohu(1971–2000) | Parámetros climáticos promedio de Luohu(1971–2000) | Parámetros climáticos promedio de Luohu(1971–2000) | Parámetros climáticos promedio de Luohu(1971–2000) | Parámetros climáticos promedio de Luohu(1971–2000) |
| Mes                                                | Ene.                                               | Feb.                                               | Mar.                                               | Abr.                                               | May.                                               | Jun.                                               | Jul.                                               | Ago.                                               | Sep.                                               | Oct.                                               | Nov.                                               | Dic.                                               | Anual                                              |
| -------------------------------------------------- | -------------------------------------------------- | -------------------------------------------------- | -------------------------------------------------- | -------------------------------------------------- | -------------------------------------------------- | -------------------------------------------------- | -------------------------------------------------- | -------------------------------------------------- | -------------------------------------------------- | -------------------------------------------------- | -------------------------------------------------- | -------------------------------------------------- | -------------------------------------------------- |
| Temp. máx. media (°C)                              | 19.7                                               | 19.7                                               | 22.7                                               | 26.3                                               | 29.3                                               | 31.1                                               | 32.2                                               | 32.0                                               | 31.2                                               | 28.9                                               | 25.1                                               | 21.5                                               | 26.6                                               |
| Temp. media (°C)                                   | 14.9                                               | 15.5                                               | 18.7                                               | 22.5                                               | 25.7                                               | 27.8                                               | 28.6                                               | 28.2                                               | 27.2                                               | 24.7                                               | 20.4                                               | 16.4                                               | 22.6                                               |
| Temp. mín. media (°C)                              | 11.7                                               | 12.7                                               | 16.0                                               | 19.9                                               | 23.2                                               | 25.2                                               | 25.7                                               | 25.5                                               | 24.3                                               | 21.6                                               | 17.1                                               | 12.9                                               | 19.7                                               |
| Lluvias (mm)                                       | 29.8                                               | 44.1                                               | 67.5                                               | 173.6                                              | 238.5                                              | 296.4                                              | 339.3                                              | 368.0                                              | 238.2                                              | 99.4                                               | 37.4                                               | 34.2                                               | 1966.4                                             |
| Días de lluvias (≥ 0.1 mm)                         | 7.07                                               | 10.07                                              | 10.77                                              | 12.73                                              | 15.60                                              | 18.47                                              | 17.00                                              | 18.30                                              | 14.83                                              | 7.63                                               | 5.63                                               | 5.97                                               | 144.1                                              |
| Horas de sol                                       | 147.9                                              | 98.8                                               | 101.4                                              | 110.2                                              | 149.8                                              | 173.6                                              | 220.0                                              | 188.6                                              | 181.2                                              | 199.5                                              | 184.3                                              | 178.5                                              | 1933.8                                             |
| Humedad relativa (%)                               | 71.7                                               | 76.8                                               | 79.5                                               | 81.0                                               | 81.7                                               | 81.8                                               | 80.5                                               | 81.8                                               | 78.8                                               | 72.4                                               | 68.4                                               | 67.1                                               | 76.8                                               |
| Fuente: 21CMA 25 de enero de 2009                  |                                                    |                                                    |                                                    |                                                    |                                                    |                                                    |                                                    |                                                    |                                                    |                                                    |                                                    |                                                    |                                                    |